# Sandáli
Sandáli är en ort i Grekland.   Den ligger i prefekturen Nomós Péllis och regionen Mellersta Makedonien, i den norra delen av landet, 300 km norr om huvudstaden Aten. Sandáli ligger 27 meter över havet och antalet invånare är 152.
Terrängen runt Sandáli är platt åt sydost, men åt nordväst är den kuperad. Runt Sandáli är det ganska tätbefolkat, med 96 invånare per kvadratkilometer. Närmaste större samhälle är Giannitsá, 16,1 km öster om Sandáli. Trakten runt Sandáli består till största delen av jordbruksmark.